# Paraluteres prionurus
Paraluteres prionurus — вид скелезубоподібних риб родини Єдинорогові (Monacanthidae).

## Поширення
Морський, демерсальний, тропічний вид. Поширений на коралових рифах у Індійському та на заході Тихого океану  на глибині до 25 м.

## Опис
Дрібна риба завдовжки до 11 см. Тіло світло-зеленого забарвлення, є чотири поперечних чорних смуги.